# Agathia olivacea
Agathia olivacea är en fjärilsart som beskrevs av W. Warren 1905. Agathia olivacea ingår i släktet Agathia och familjen mätare. Inga underarter finns listade i Catalogue of Life.